# Karl Bormann
Karl Bormann (Monheim am Rhein, 23 novembre 1928 – Langenfeld (Rheinland), 17 agosto 2015) è stato uno storico della filosofia, filologo classico e docente tedesco dell'Università di Colonia.
Il suo campo di ricerca fu la filosofia greca, latina, medievale e rinascimentale, in particolare l'opera del cardinale cattolico Nicola Cusano.
Bormann ha trascorso tutta la sua carriera scientifica presso l'Università di Colonia.

## Biografia
A causa della seconda guerra mondiale, Bormann trascorse parte della sua giovinezza in sotterranei protettivi, detti anche catacombe perché vi si celebrava la Santa Messa. Dopo la guerra si diplomò all'Hölderlin-Gymnasium nel distretto di Mülheim a Colonia. Questo liceo classico con un focus sulle discipline umanistiche in latino e greco antico era nota per avere diversi insegnanti che si rifiutavano di attuare il curriculum della dittatura nazista.
Nel 1949 iniziò a studiare scienze umane all'Università di Colonia. Dopo aver studiato filosofia e filologia classica con Josef Koch (filosofia), Günther Jachmann (latino) e Josef Kroll (greco), Bormann ha conseguito il dottorato ("Promotion") nel 1955 presso la Facoltà di Filosofia con una tesi sull'ebreo ellenista Filone di Alessandria. Filone si era posto l'obiettivo di dimostrare che Platone era nella tradizione di Mosè nell'Antico Testamento e che difendeva nel suo scritto De opificio mundi la compatibilità del racconto biblico della creazione con il Timeo platonico. Dopo la guerra, la ricerca di Filone d'Alessandria era stata stimolata dalla panoramica in due volumi di Harry Austryn Wolfson intitolata Philo: Foundations of Religious Philosophy in Judaism, Christianity, and Islam (Harvard University Press 1948). La "Dissertation" di Bormann sulla teoria delle idee e del logos di Filone d'Alessandria rappresenta un esame esaustivo e altamente critico delle tesi di Wolfson in relazione al concetto di logos, che è ugualmente centrale nel platonismo e nel cristianesimo. Prima di completare la sua tesi di dottorato di ricerca, all'inizio del 1954, Josef Koch lo aveva già portato al "Thomas-Institut" come assistente di ricerca. A metà del 1959 divenne per sei anni assistente al Seminario filosofico dell'Università di Colonia.
L'Abilitazione avvenne, con il sostegno di una borsa di "Habilitation" della Associazione Tedesca per la Ricerca (DFG), l'8 febbraio 1967 con un'indagine sui frammenti di Parmenide. Questa tesi post-dottorato offre un'interpretazione filosofico-filologica sobria e molto dettagliata delle testimonianze superstiti del presocratico. Esaminando criticamente studi influenti, in particolare quelli di Harold Cherniss e Leonardo Tarán, Bormann è principalmente interessato a sottolineare il valore dei primi e ultimi rapporti su Parmenide e ad utilizzarli per la propria interpretazione. Nel marzo 1970 Karl Bormann divenne prima professore a contratto e pochi mesi dopo consulente scientifico e professore. Dieci anni dopo, nel 1980, fu nominato Professore Universitario (professore ordinario). Nel periodo successivo alla sua "Habilitation" scrisse, tra l'altro, un'introduzione alla filosofia di Platone, ancora molto diffusa, con una chiara attenzione alla metafisica platonica. Già nel 1970 Bormann è stato nominato membro del comitato consultivo della Associazione Cusanus e della Commissione Cusanus dell'Accademia delle Scienze di Heidelberg, che sovrintende non solo all'edizione dell'Opera Omnia di Nicola Cusano, ma anche alla traduzione in lingua tedesca. Fino al suo pensionamento nel 1994 e oltre (come Professore Emerito), Karl Bormann si dedicò in particolare alla ricerca e alla traduzione di questo filosofo, teologo e matematico del XV secolo nella tradizione neoplatonica e cristiana. Oltre ad essere fluente in lingue antiche come greco, latino ed ebraico, Bormann era anche noto per padroneggiare lingue moderne come inglese, francese, italiano e spagnolo.
Nel 2010 Bormann ha sostenuto gli sforzi per la beatificazione del sacerdote-martire di Monheim Franz Boehm, deportato nel campo di concentramento di Dachau per la sua resistenza al regime nazista, dove morì nel febbraio 1945. Bormann era un ministrante al momento dell'arresto. Quindi ha potuto descrivere la personalità del prete in base alla propria esperienza. Lo apprezzò soprattutto come persona quando, in una conferenza, descrisse il suo parroco come "pronto ad aiutare, profondamente religioso, coscienzioso, severo e intransigente".

## Scritti (selezione) come autore
- Die Ideen- und Logoslehre Philons von Alexandrien. Eine Auseinandersetzung mit H. A. Wolfson. Köln 1955 (Dissertation).
- Parmenides. Untersuchungen zu den Fragmenten. Meiner, Hamburg 1971 (Habilitation).
- Platon. Alber, Freiburg im Breisgau 1973, nuova 4ª Edizione 2003, ISBN 3-495-48094-3.
- The Interpretation of Parmenides by the Neoplatonist Simplicius. In: The Monist. 62. 1979, pp. 30-42.
- “Omne ens est bonum”: ethical character and social responsibility. In: Du Vrai, du Beau, du Bien. Études philosophiques presentées à Évanghelos Moutsopoulos. Paris 1990, pp. 228-249.
- Is there a unity of contemporary society? In: Energeia. Études aristotéliciennes offertes à Mgr. Antonio Jannone. Paris 1986, pp. 387-400. (Centre international d’études platoniciennes et aristotéliciennes, Publications – series “Recherches”, No. 1)

## Scritti (selezione) come curatore e traduttore
- Josef Koch: Kleine Schriften. Editore: Storia e letteratura. Raccolta di studi e testi. Numero in collana 127 (2 volumi), Roma 1973. ISBN 9788884988782
- Nikolaus von Kues: Philosophisch-theologische Werke. Lateinisch-deutsch. Volume III, De beryllo, Meiner, Hamburg 2002, ISBN 978-3-7873-1624-3
- Platon: Der Staat. Über das Gerechte. Tradotto e spiegato da Otto Apelt. Rivisto e annotato da Karl Bormann. Introduzione di Paul Wilpert. 8ª edizione, Meiner, Hamburg 1961 (Philosophische Bibliothek 80), ISBN 978-3-7873-0930-6
- Philon von Alexandria: Über die Freiheit des Tüchtigen. Über das betrachtende Leben. Über die Unvergänglichkeit der Welt. (traduzione). En: Philo von Alexandria: Die Werke in deutscher Übersetzung. Volume VII, de Gruyter, Berlin 1964.[13]

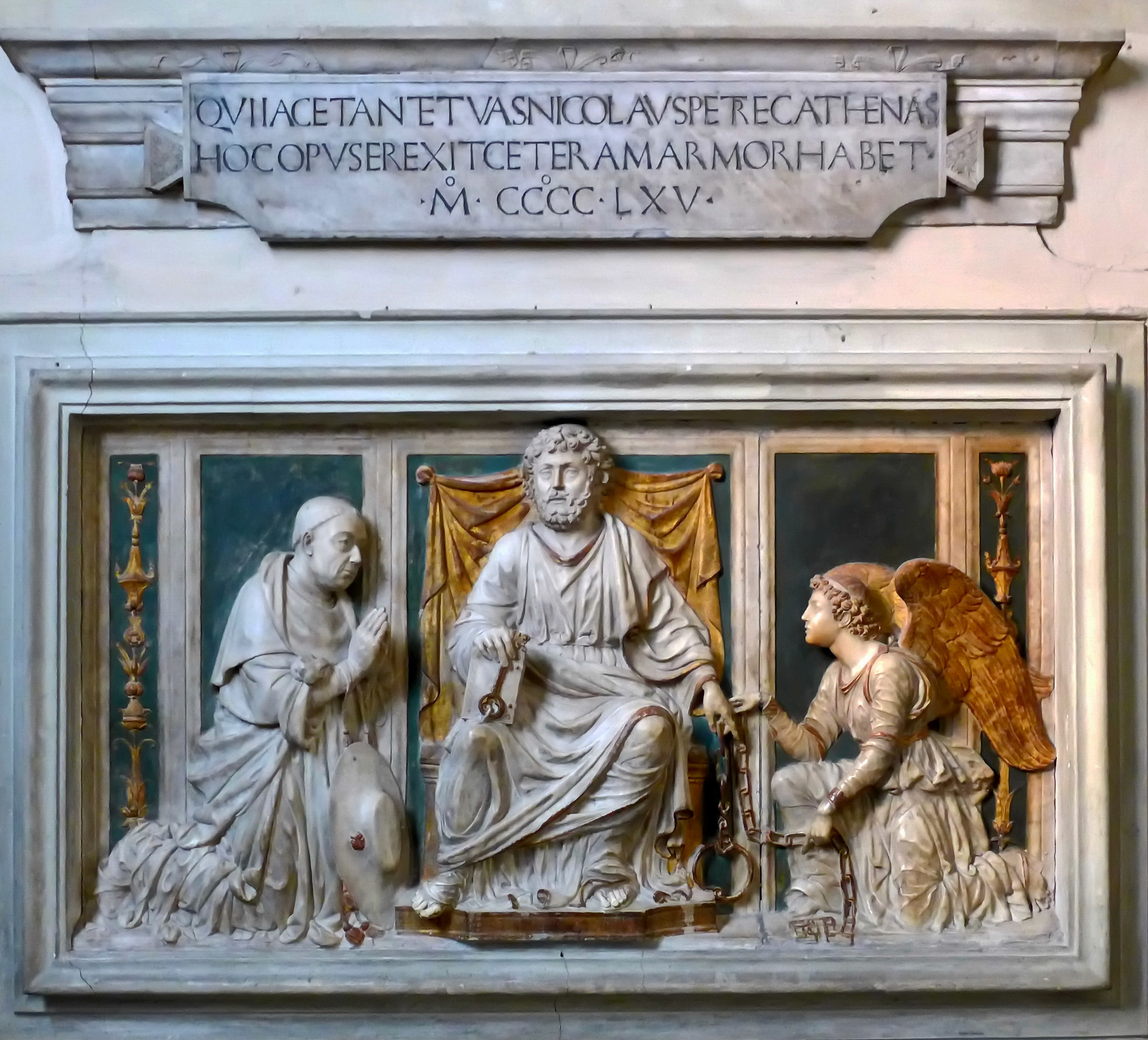
Epitafio funebre per Cardinale Nicolaus Cusanus nella Basilica di San Pietro in Vincoli, Roma

- Nikolaus von Kues: Nicolai de Cusa opera omnia. Iussu et auctoritate Academiae Litterarum Heidelbergensis ad codicum fidem edita. (Edizione storico-critica completa dell'Accademia di Heidelberg), Meiner, Hamburg
  - Vol. 3: De coniecturis, 1972, ISBN 978-3-7873-0218-5
  - Vol. 10: Opuscula II; Fasc. 2a, 1994, ISBN 978-3-7873-1075-3
  - Vol. 10: Opuscula II; Fasc. 2b, 1988, ISBN 978-3-7873-0750-0
  - Vol. 11/1: De beryllo, 1988, ISBN 978-3-7873-0749-4
  - Vol. 11/3: Compendium, 1964, ISBN 978-3-7873-0192-8
- Nikolaus von Kues: Schriften des Nikolaus von Kues in deutscher Übersetzung. Meiner, Hamburg.
  - Numero 2: Über den Beryll: Lateinisch–deutsch. 1976, 4ª edizione 2002 (Philosophische Bibliothek 295), ISBN 978-3-7873-1608-3
  - Numero 16: Kompendium. Kurze Darstellung der philosophisch-theologischen Lehren. 4ª edizione 1996 (Philosophische Bibliothek 267), ISBN 978-3-7873-1190-3
  - Numero 23: Tu quis es (De principio). Über den Ursprung. nuova edizione 2001 (Philosophische Bibliothek 487), ISBN 978-3-7873-1271-9
  - Numero 24: De venatione sapientiae. Die Jagd nach Weisheit. nuova edizione 2003 (Philosophische Bibliothek 549), ISBN 3-7873-1626-4
- Proclus Diadochus / Nicolaus de Cusa (1986): Expositio in Parmenidem Platonis. Winter, Heidelberg.[14]